# Прендивилль, Редмонд Гарретт
Редмонд Гарретт Прендивилль (англ. Redmond Garrett Prendiville, 8 декабря 1900 года, графство Керри, Ирландия — 28 июня 1968 года, Перт, Австралия) — католический прелат, архиепископ Перта с 24 мая 1933 года по 28 июня 1968 год.

## Биография
С 1918 года обучался в семинарии Всех Святых в Дублине. Изучал философию в Дублинском университетском колледже и богословие в Колледже святого Петра в Уэксфорде. 14 июня 1925 года Редмонд Гарретт Прендивилльбыл рукоположён в священника, после чего служил в архиепархии Перта. В 1929 году был назначен администратором в соборе Непорочного Зачатия Пресвятой Девы Марии в Перте.
11 июля 1933 года Римский папа Пий XI назначил Редмонда Гаррета Прендивилля титулярным епископом Циспелы и вспомогательным епископ архиепархии Перта. 22 октября 1933 года состоялось рукоположение Редмонда Гарретта Прендивилля в епископа, которое совершил титулярный архиепископ Епархия Антиохи ПисидийскойАнтиохии Писидийской и апостольский делегат в Австралии Филиппо Бернардини в сослужении с архиепископом Хобарта Вильямом Хейденом и титулярным епископом Рациарии и вспомогательным епископом архиепархии Аделаиды.
24 мая 1935 года Римский папа Пий XI назначил Редмонда Гарретта Прендивилля архиепископом Перта.
В 1957 году Основал Колледж святого Томаса Мора при Университете Западной Австралии. Участвовал в работе I и II сессиях Второго Ватиканского собора.
В 1946 году перенёс два инсульта. Скончался 28 июня 1968 года в городе Перт, Австралия. Был похоронен на кладбище Карракатта.